# Bussi sul Tirino
Bussi sul Tirino är en ort och kommun i provinsen Pescara i regionen Abruzzo i Italien. Kommunen hade 2 430 invånare (2018).